# حزب کارگر - کشاورز
حزب کارگر - کشاورز، نومین رودو تو (به ژاپنی: 農民労働党, Nōmin-rōdō-tō) یک حزب سیاسی سوسیالیست کوتاه مدت در ژاپن بود.